# Nymphula inornata
Nymphula inornata là một loài bướm đêm trong họ Crambidae.